# Гуннарссон, Карл (хоккеист)
Ка́рл Гу́ннарссон (швед. Carl Gunnarsson; 9 ноября 1986, Эребру, Швеция) — профессиональный шведский хоккеист, защитник. Обладатель Кубка Стэнли 2019.

## Игровая карьера
На драфте 2007 года был выбран в седьмом раунде клубом «Торонто Мейпл Лифс» под общим 194 номером.
Дебютировал в НХЛ в сезоне 2009/10. Первую шайбу в лиге забросил 29 января 2010 в ворота Мартина Бродёра из «Нью-Джерси Девилз».
11 июля 2013, став ограниченно свободным агентом, игрок обратился в зарплатный арбитраж. Но ещё до слушаний по его делу, 23 июля, продлил соглашение с клубом на три года на сумму 9,45 миллиона долларов.
28 июня 2014 года «Торонто» обменял Гуннарссона и право выбора в четвёртом раунде драфта НХЛ 2014 (94 общий; «Сент-Луис» выбрал вратаря Вилле Хуссо) в «Сент-Луис Блюз» на защитника Романа Полака.

## Статистика
| Легенда | Легенда                    | Легенда | Легенда                   | Легенда | Легенда    |
| ------- | -------------------------- | ------- | ------------------------- | ------- | ---------- |
| И       | Количество проведённых игр | Штр     | Штрафное время            | +/−     | Плюс-минус |
| Г       | Голы                       | П       | Голевые передачи          | О       | Очки       |
| -       | Статистика неизвестна      | —       | Статистика не учитывалась |         |            |